# Akseli Koskimies

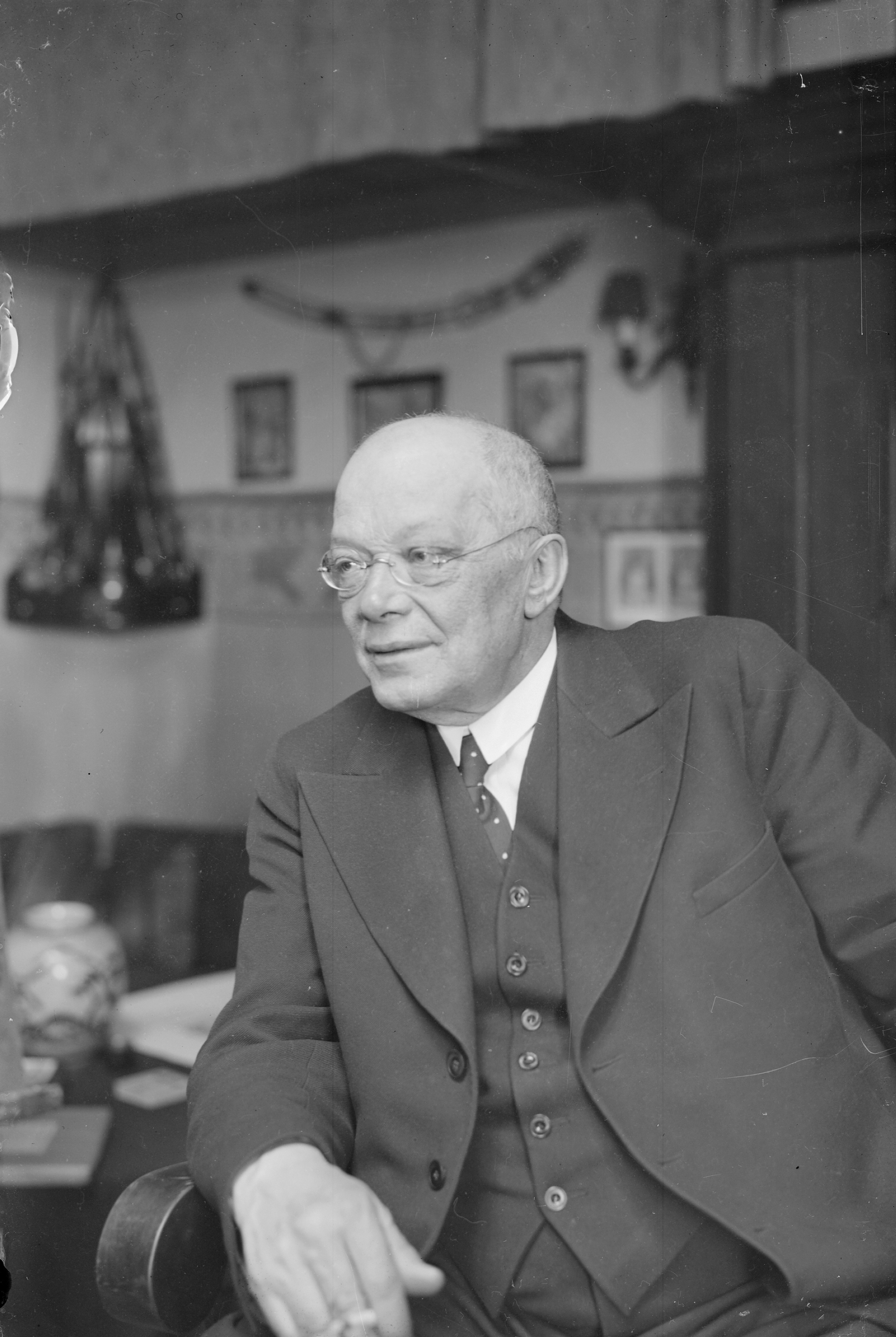
Akseli Koskimies

Akseli Yrjö Koskimies (till 1906 Forsman), född 16 februari 1869 i Åbo, död 24 mars 1943 i Helsingfors, var en finländsk läkare och ämbetsman.
Koskimies blev medicine licentiat 1896. Från 1899 verkade han som praktiserande läkare i Helsingfors. Han var 1902–1906 tillförordnad, 1911–1915 och 1917–1920 ordinarie medicinalråd och slutligen 1920–1927 generaldirektör för Medicinalstyrelsen. Han bidrog verksamt till organiseringen av landets medicinalväsen och fäste härvid särskild vikt vid socialmedicinska frågor. Han deltog även i kampen mot tuberkulosen bland annat som ordförande i Föreningen för tuberkulosens bekämpande i Finland 1928–1937.
Han erhöll professors titel 1927.